# Florence Mills
Pour les articles homonymes, voir Mills.
Florence Mills (née Florence Winfrey le 25 janvier 1896 et morte le 1er novembre 1927), présentée comme « The Queen of Happiness », est une chanteuse afro-américaine de cabaret, danseuse et comédienne connue pour sa présence sur scène effervescente, sa voix délicate et sa beauté séduisante. Sa chanson phare et son plus grand succès est I'm a Little Blackbird Looking for a Bluebird :
« Je suis un oiseau noir

Qui cherche au fond du ciel l'oiseau bleu !

Mon cœur couleur du soir

Voudrait pourtant aimer rien qu'un peu ».

## Carrière
Florence Winfrey, fille de Nellie Simon et Jean Winfrey, d'anciens esclaves, est née à en 1896 à Washington, DC. Elle commence à jouer enfant. À l'âge de six ans, elle chante en duo avec ses deux sœurs aînées, Olivia et Maude. Elles ont finalement formé un spectacle de music-hall, s'appelant elles-mêmes les Mills Sisters. Le spectacle marche bien, apparaissant dans les théâtres le long de la côte est des États-Unis. Les sœurs de Florence ont finalement arrêté de jouer, mais Florence est restée déterminée à poursuivre une carrière dans le monde du spectacle.
En 1916, elle forme le Panama Trio avec Ada « Bricktop » Smith et Cora Green au Panama Cafe à Chicago, puis Panama Four, avec « Bricktop », Cora Green et Carolyn Williams, qui connait un certain succès. Elle rejoint ensuite un spectacle noir itinérant Tennessee Ten, dans lequel elle rencontre en 1917, le danseur acrobatique Ulysses « Slow Kid » Thompson (en), avec qui elle se marie en 1921 et le reste jusqu'à sa mort,,.
Mills devient connue à New York grâce à son rôle dans la comédie musicale à succès Shuffle Along au Daly's 63rd Street Theatre (en) de Broadway en 1921, l'un des événements marquant du début de la Renaissance de Harlem. Elle reçoit des critiques favorables à Londres, Paris, Ostende, Liverpool et d'autres villes européennes. Elle a déclaré plus tard à la presse que malgré ses années dans le music-hall, elle reconnaît que Shuffle a lancé sa carrière.

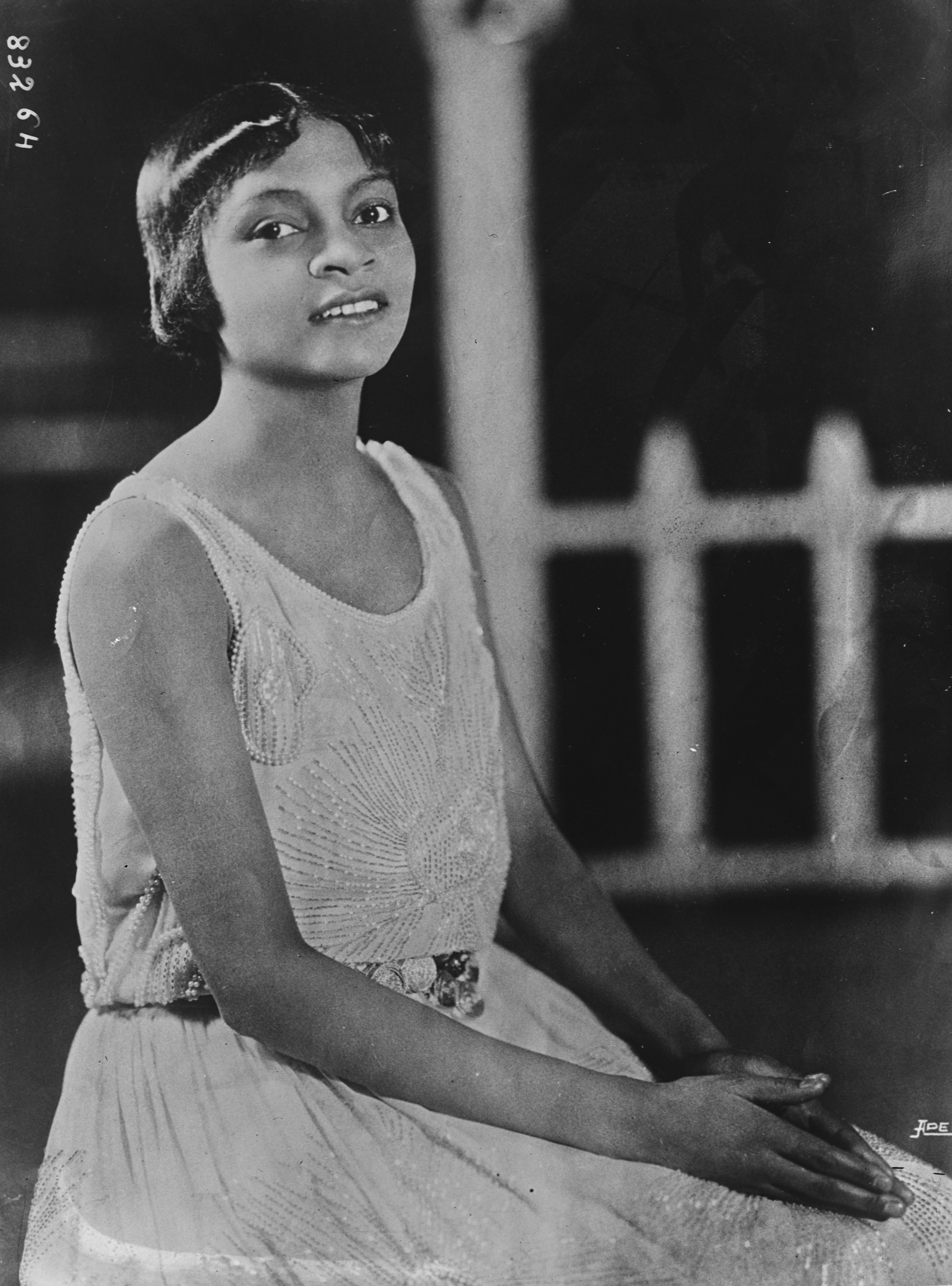
Florence Mills en 1923.

Après Shuffle Along, Lew Leslie (en), un producteur blanc, embauche Mills et Thompson pour apparaître tous les soirs au Plantation Club. La revue présente Mills et un large éventail d’artistes noirs dont Edith Wilson, y compris des artistes invités tels que Paul Robeson. En 1922, Leslie fait du spectacle de la boîte de nuit un show de Broadway, The Plantation Revue qui commence au 48th Street Theatre, le 22 juillet. L’imprésario anglais Charles B. Cochran (en) emmène la compagnie Plantation à Londres et ils apparaissent au London Pavilion au printemps 1923 dans un spectacle qu’il produit et rebaptise, Dover Street to Dixie, avec un casting local d'artistes tous blancs dans la première moitié et Mills avec le casting de Plantation d'artistes tous noirs dans la seconde moitié.
En 1924, elle tient la vedette au Palace Theatre, la plus prestigieuse salle de spectacle de Broadway, et devient une star internationale avec la série à succès Lew Leslie's Blackbirds (en) en 1926, avec Johnny Hudgins et Edith Wilson comme partenaires et l'orchestre Plantation. Elle joue pendant deux ans Blackbirds, à New-York. La troupe, engagée par Edmond Sayag, vient aussi à Paris, se produire au Théâtre des Ambassadeurs. Le spectacle commence le 28 mai 1926, et fait sensation. Parmi les plus grandes vedettes françaises, qui assiste au spectacle on peut citer Maurice Chevalier, Sacha Guitry, Yvonne Vallée, les Dolly Sisters, Raquel Meller et Joséphine Baker. En juillet, le spectacle Blackbirds a lieu au Théâtre des Champs-Élysées, en parallèle avec Dixie to Paris aux Ambassadeurs pour les plus fortunés, puis part à Londres, où il est acclamé pendant douze mois au London Pavilion, puis dans les faubourgs de Londres. Lors de ses tournées en Europe, parmi ses fans, le prince de Galles déclare à la presse qu’il a vu onze fois les Blackbirds.
Beaucoup de personnes dans la presse noire ont admiré sa popularité et l'ont vue comme un modèle « non seulement elle était une grande artiste, mais elle était aussi capable de servir comme « ambassadrice de bonne volonté des Noirs… un exemple vivant des potentialités du Nègre lorsqu'on lui donne une chance de réussir » ».
Mills est mise en vedette dans Vogue et Vanity Fair et photographié par les studios Bassano et Edward Steichen. Sa chanson phare et son plus grand succès est I'm a Little Blackbird Looking for a Bluebird. Une autre de ses chansons est I'm Cravin' for that Kind of Love.

## Décès
Épuisée par plus de 300 représentations à succès de Blackbirds à Londres en 1926, elle contracte la tuberculose. Elle est morte d'une infection à la suite d'une opération à l'Hospital for Joint Diseases de New York, le 1er novembre 1927. Elle avait 31 ans. La plupart des sources, y compris les journaux afro-américains, tels que le Chicago Defender et le Pittsburgh Courier, ainsi les principales publications, tel The New York Times et le The Boston Globe, ont déclaré qu'elle est décédée des complications d'une appendicite.
Sa mort a choqué le monde de la musique. La presse internationale rapporte que plus de 10 000 personnes ont visité la maison funéraire pour lui rendre un dernier hommage, ; des milliers de personnes ont assisté à ses funérailles, y compris James Weldon Johnson, président de la National Association for the Advancement of Colored People, et les stars de la scène, du music-hall et de la danse. Les porteurs étaient entre autres les chanteurs Ethel Waters et Lottie Gee (en), tous deux avaient joué avec Mills. Les dignitaires et les personnalités politiques noires et blanches ont présenté leurs condoléances. Elle est enterrée au Cimetière de Woodlawn, dans le Bronx, à New York.
Son mari, Ulysse Thompson, natif de Prescott, dans l'Arkansas, est un danseur et comédien, ayant appris son métier dans le monde difficile des spectacles de cirque et de médecine itinérante au début du siècle. Il a subordonné sa carrière à la sienne, agissant comme son manager, promoteur, gardien et compagnon. Après sa mort, il a continué à jouer dans le monde entier, y compris en Chine et en Australie, jusqu'à la fin des années 1930. Il a ensuite épousé Gertrude Curtis, la première dentiste noire de New York (1911) et la veuve du parolier Cecil Mack (en). Thompson survécu à la disparition de deux de ses épouses ; il est mort en 1990, à l'âge de 101 ans, à Little Rock, en Arkansas.

## Héritage
On attribue à Mills qu’elle a été une fervente partisane de droits égaux pour les Afro-Américains, avec sa chanson I'm a Little Blackbird, un plaidoyer en faveur de l’égalité raciale.
Après sa mort, Duke Ellington a commémoré Mills dans sa composition Black Beauty. Fats Waller a également commémoré Mills dans une chanson, Bye Bye Florence, enregistrée à Camden, New Jersey, le 14 novembre 1927, mettant en vedette Bert Howell au chant avec orgue de Waller ; Florence a été enregistrée avec Juanita Stinette Chappell au chant et Waller à l'orgue. Parmi les autres chansons enregistrées le même jour, on peut citer You Live On in Memory et Gone But Not Forgotten — Florence Mills, dont aucune n'a été composée par Waller.
Un immeuble résidentiel situé au 267, avenue Edgecombe dans le quartier de Sugar Hill à Harlem porte son nom.
Mills est représentée sur un timbre-poste émis par l'île de Grenade en l'honneur de The Birth of the Silver Screen.
La maison de Florence à New York, 220 West 135th Street à Harlem, où Florence Mills vécue de 1910 à 1927, a été désigné par le National Historic Landmark en 1976 et maintenu comme un point de repère par le National Park Service, mais la désignation a été retirée en 2009.
Le Flo-Bert Awards (en), nommé en l'honneur de Florence Mills et Bert Williams.